# Xã Aurena, Quận McLean, Bắc Dakota
Xã Aurena (tiếng Anh: Aurena Township) là một xã thuộc quận McLean, tiểu bang Bắc Dakota, Hoa Kỳ. Năm 2010, dân số của xã này là 20 người.